# Green IT

Energy Star - Logo

Green IT (adesea și Green ICT sau Green computing - anglicism) este studiul și practica folosirii resurselor informatice într-un mod sustenabil. Obiectivul principal al acestui  program este de a susține comportamentul responsabil al companiilor, comportament care ar trebui să respecte fundamentele conceptului de „dezvoltare durabilă”, adica respectarea valorilor culturii organizaționale și a principiilor de afaceri, asigurarea nevoilor organizatiei, controlarea riscurilor (economice, sociale, ecologice), totodată protejând, susținând și îmbunatățind capitalul uman, natural și financiar pentru viitor.
Datorită semnalului de alarmă tras de cercetători cu privire la viitorul omenirii în condițiile actuale de exploatare în masa a resurselor, fenomenul green se extinde  în toate domeniile  cercetării. Cel mai cunoscut exemplu, și cel mai bine promovat  este chimia green, rolul căreia este de a reduce folosirea materialelor toxice și de a promova reciclabilitatea și biodegrabilitatea.

## Apariția
Originea proiectului datează din anul 1992, când Agenția de Protecție a Mediului (EPA) din Statele Unite ale Americii a lansat Energy Star, un program voluntar de recunoaștere și promovare a echipamentelor electronice al căror consum de energie a fost redus la cea mai joasă valoare posibilă. Primul semn de reușită a celor de la Energy Star a fost intoducerea modului sleep mode printre consumatorii de produse electronice. Se presupune ca termenul green a apărut la scurt timp după ce proiectul Energy Star a luat naștere. Concurența nu s-a lăsat așteptată. Organizația TCO din Suedia a lansat Certificatul TCO pentru a promova emisii magnetice și electrice joase de la ecranele bazate pe modul de display CTR. Mai mult decât atat, acest proiect a fost extins astfel încat să cuprindă criterii de consum energetic și utilizarea materialelor hazarduoase în domeniul construcțiilor.